# Cristina (Badajoz)
Cristina es un municipio español, perteneciente a la provincia de Badajoz (comunidad autónoma de Extremadura). Cristina es un reducido enclave campesino de 600 habitantes aproximadamente, situado en las cercanías de Guareña, de la que dependió tradicionalmente como aldea dentro de la jurisdicción del Condado de Medellín. A mediados del XVIII su población después de 260 años, si bien crónicas antiguas le reputan máximo en los tiempos modernos lo alcanzó en 1960 con casi un millar de almas.
El caserío conserva escasamente transformados sus rasgos seculares de carácter rural, componiéndose casi por completo de edificaciones de una sola planta con sus doblados y corrales, bien integradas con el medio natural.
A los habitantes de este municipio de les denomina cristinejos. 

## Situación
Está situado a 2 km al sur de Guareña, pueblo del que funciona de hecho como barrio, pues el núcleo de Cristina está apartado de otras poblaciones con más importancia como de la capital extremeña, Mérida de la que se encuentra a 29,7 km. A unos 7 km está Oliva de Mérida. Pertenece a la comarca y al Partido judicial de Don Benito. El municipio de Cristina se encuentra a 87 km de la ciudad de Badajoz.

## Demografía
Cristina cuenta con una población de 547 habitantes (INE 2024).
| Gráfica de evolución demográfica de Cristina entre 1842 y 2021                                                        |
| |
| Población de derecho según los censos de población del INE. Población de hecho según los censos de población del INE. |

## Gastronomía
La gastronomía de Cristina está básicamente compuesta por los típicos y tradicionales platos de la cocina extremeña, como son:
- Cocido extremeño
- Migas
- Embutidos variados y demás productos de matanza.
- Empanadas
- Dulces artesanos: empanadillas, perrunillas, roscas...

## Economía
La principal y única fuente de economía es la agricultura (olivos y cereales) y ganadería. Al sur están los cerros de la Sierrecilla de terreno más abrupto y vegetación de matorral. 

## Historia
A la caída del Antiguo Régimen la localidad se constituye en municipio constitucional en la región de Extremadura. Desde 1834 quedó integrado en el Partido judicial de Don Benito. En el censo de 1842 contaba con 70 hogares y 260 vecinos.

## Fiestas
- SAN SEBASTIÁN Fiestas patronales. (20 de enero).
- SEMANA SANTA. Se celebra una romería el domingo y lunes de Pascua, y el Domingo de Quasimodo.
- SAN ISIDRO (15 de mayo). También en esta fecha los vecinos del pueblo hacen una romería en "la era", zona campestre cercana a la localidad.
- SANTA CRISTINA. Fiestas patronales. (24 de julio).

## Patrimonio
Su hito constructivo más significado es la iglesia parroquial de Santa Cristina en la Archidiócesis de Mérida-Badajoz, Diócesis de Plasencia, arciprestazgo de Don Benito. Es una realización de mampostería encalada con nave única de cuatro tramos, los correspondientes a las cabeceras cubiertos mediante bóvedas de crucería complementaria de piedra. La obra resulta originaria del siglo XVI, siendo más tardía la parte delantera.
Sobre el costado de la Epístola se anejan a la cabecera la sacristía y la capilla; y en la fachada, una torre de cuatro cuerpos, ciega en su mayor parte, con remate piramidal. La portada de la Epístola es de sillería con arco de medio punto , y la frontal adintelada, con chambrana superior.
En cuanto a sus contenidos artísticos, todos fueron destruidos en 1.936, incluido el famoso Cristo de la Agonía, de gran devoción secular, quemados públicamente.

## Asesinato en Cristina
En el año 2000, tuvo lugar un asesinato en el municipio de Cristina. El principal sospechoso murió en 2009 pero nunca se confirmó la autoría de los hechos.
- El crimen de Cristina (Badajoz) año 2000
- El crimen de Cristina detenido el presunto asesino (2009)